# Pránanadi
A pránanadi a hagyományos indiai orvoslásban és az ind filozófiában a finomtest csatornája, amely összeköti a csakrákat, és amelyen át a testműködést szabályozó életerő (prána) áramlik. A pránanadi tehát életenergia-csatornának fordítható. (Hasonlóan a hagyományos kínai orvoslás meridiánjainak elvéhez). Többnyire 72 ezer csatorna létezését fogadják el, de egyes szövegek szerint 350 ezer létezik.
A nádik fontos szerepet játszanak a hagyományos tibeti gyógyításban  és a jógában, mivel számos gyakorlat, köztük a sat-karma, a mudrák és a pránájámák célja a prána irányítása és a nádik megnyitása. Egyes jógagyakorlatok végső célja, hogy a pránát kifejezetten a szushumna nádiba vezessék, lehetővé téve a kundalini felemelkedését.

## Etimológia
Két szanszkrit eredetű szóból alkotott kifejezés, amelyek az ájurvéda és a jóga központi fogalmai.
A prána (szanszkrit: प्राण) jelentése: szél, életerő, energia
A nádi (szanszkrit: नाडी) jelentése: ér, cső, csatorna, folyam

## Prána és nádik
Időszámításunk előtt adták a prána a nevet a minden élő testben megtalálható életerőnek vagy életenergiának de a prána a világegyetem elméjének az energiája is. A prána egy egyetemes elv, valami, ami áthatja a teret, és az elmével és az anyaggal együtt az abszolút hármas megnyilvánulást képezi. A prána az erő, amelynek segítségével a testben végbemegy minden aktivitás, amellyel a testnek minden mozgása történik, amellyel működik minden funkció, amellyel az életnek minden jele megnyilvánul.
A prána a pránanadi filozófiája szerint egyfajta mindent átható erőteljes energia, ami támogatja az életfolyamatokat, elősegíti az öngyógyító folyamatokat. Megtalálható a levegőben, vízben, az élő táplálékban stb. Ezekből az élő szervezet a pránát felszívja és felhasználja a test működtetésére. Használata, ebből eredően, harmóniát hoz létre a fizikai és tudati szintek között.
A testbe bejuttatott prána a nadikon halad keresztül, és ezeken a vezetékeken kering, mint a vér az érrendszerben. A vezetékek éteriek; szabad szemmel nem láthatók; nem párosíthatók például idegekhez, erekhez, s azoknál finomabb minőségben hálózzák be a test minden egyes pontját.

Az ind filozófia finomtestének egyszerűsített nézete, amely bemutatja a három fő nadit vagy csatornát: ida (B), szusumna (C), és a pingala (D), amely függőlegesen fut a testben.

A nadik, a csakrák és a szervezet számára életenergiát vesznek fel az ember környezetéből, a kozmoszból, azután rezgésekké alakítják át, ami a fizikai és az energiatestek működéséhez, fenntartásához elengedhetetlenül szükséges.
A hagyományos keleti egészségtudományokban, például az ájurvédában és a jógafilozófiában minden élőlény a pránának nevezett életenergiának köszönhetően működik, amely a testben a nadik néven ismert utakon kering. A prána csak akkor tud keringeni, ha a nadik tiszták és erősek. Ha a nadi-rendszer blokkolva van, a prána nem tud áramlani, és az ember testi és lelki egészségét negatívan befolyásolja.
Három fő nadit ismerünk, amelyekből oldalágak válnak ki. Ezek az oldalágak újabb oldalágakra oszlanak, mielőtt behálózzák a teljes fizikai testet.
A három fő nadi: 
- Ida  - baloldali csatornának is hívják.
- Pingala - jobboldali csatorna
- Szusumna - a központi csatorna.

A Hatha-jóga egyik fő témája a nadik egyensúlyozása.
A nadikat gyakran összehasonlítják a kínai akupunktúra meridiánjaival.

## Hatásmechanizmusa

### Hatása
A pránanadi hatásmechanizmusát a módszer követői a következőképpen magyarázzák:
- Életfolyamatokat támogat, valamennyi – fizikai, pszichikai, spirituális – síkon hat. Igazodik minden élő és élettelen egyéni igényeihez. Támogatja a személyiség fejlődésének folyamatát. Pozitívan befolyásolja a gyógyulási folyamatokat, enyhíti a fájdalmat, segít a félelem, harag, méreg, depresszió, aggodalom és kétségek közt lévő levertség legyőzésében. [forrás?]
- Megkönnyíti a nehéz fizikai és pszichikai megterhelés leküzdését, segíti a tanulást. Előnyösen befolyásolja az emberekhez való viszonyulásunkat, komoly szerepe van a kapcsolatok építésében, ápolásában. Serkenti a kreativitást, növeli a teljesítő-képességet. Elősegíti az önmegismerést, támogatja a könnyebb beilleszkedést. [forrás?]

### Napjainkban
- A pránanadi célja a természetes életmóddal kapcsolatos oktatási, nevelési tevékenység, valamint az önfejlesztő módszerek, technikák megismertetése, terjesztése, különös tekintettel a meditációra; továbbá az önismereti, természeti törvényekkel összhangban álló gondolkodás- és magatartásmód felismeréséhez, valamint ezek gyakorlásához való segítségnyújtás. A Pránanadi-alapítvány hatékony ismeretterjesztési, világnézeti, nevelési és képességfejlesztési, továbbá oktatási, kulturális és sport tevékenységet végez.
- Fontos célkitűzése az iskolának megismertetni az emberekkel a természetes gyógymódokat, valamint kezelési lehetőségeket biztosítani a gyógyulni vágyók számára. Ennek kapcsán kiemelt hangsúlyt helyeznek a Pránanadi-gyakorlatok oktatására, a családsegítő magatartásra és az idősgondozásra.

## Magyarországon
Magyarországon 1992-ben vált ismertté a módszer, azóta fokozatok megismerése keretében kerül átadásra.
A Magyar Szabadalmi Hivatal a 2004. november 30-án M04 04801 ügyszámon bejelentett PRÁNANADI megjelölést 2007. február 23-án, 188 739 lajstromszámon védjegyként bejegyezte.
2024 év márciusában az Európai Unió Szellemi Tulajdoni Hivatala bejegyezte, így egész Európában szabadalmi védelem alatt áll.
Bejegyzési száma: PRÁNANADI  EUIPO no: 018895929

## Kritika
Shenphen Rinpocse buddhista tanító egy 2008-as fórumbejegyzésében "new age" szektának nevezte a pránanadit.

## Külső hivatkozások
- Hivatalos magyar honlap
- Magyarországi Tradicionális Pránanadi Alapítvány oldala
- Tradicionális Pránanadi Alapítvány